# Ammoselinum
Ammoselinum es un género de plantas de la familia Apiaceae. Comprende 5 especies descritas y  aceptadas. Es originaria del suroeste de Asia, Chipre y Turquía.

## Taxonomía
El género fue descrito por Torr. & A.Gray y publicado en Reports of explorations and surveys : to ascertain the most practicable and economical route for a railroad from the Mississippi River to the Pacific Ocean, made under the direction of the Secretary of War 2(4): 165. 1855[1857]. La especie tipo es: Ammoselinum popei Torr. & A.Gray	

## Especies
A continuación se brinda un listado de las especies del género Ammoselinum aceptadas hasta julio de 2013, ordenadas alfabéticamente. Para cada una se indica el nombre binomial seguido del autor, abreviado según las convenciones y usos.
- Ammoselinum butleri (Engl.) J.M.Coult. & Rose
- Ammoselinum giganteum J.M.Coult. & Rose
- Ammoselinum occidentale Munz & I.M.Johnst.
- Ammoselinum popei Torr. & A.Gray
- Ammoselinum rosengurtii Mathias & Constance